# Dirk Hillbrecht

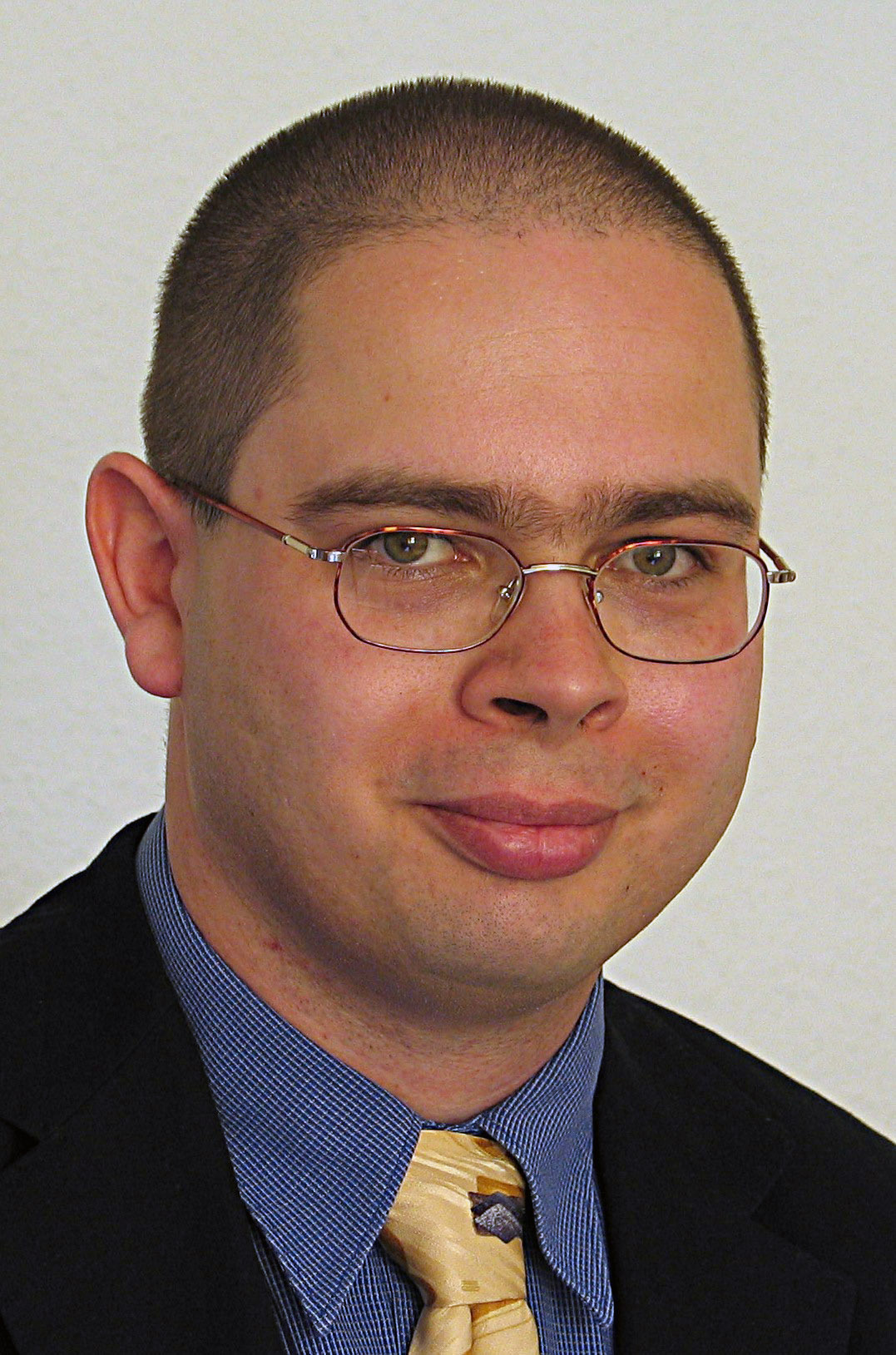
Dirk Hillbrecht.

Dirk Hillbrecht, nacido el 10 de junio de 1972 en Hannover, es un político alemán y fue presidente del Partido Pirata de Alemania (en alemán, Piratenpartei Deutschland) desde mayo del 2008 hasta julio del 2009.
Hillbrecht finalizó sus estudios de matemáticas en la Universidad de Hannover en 1999.